# Paguritherium alatum
Paguritherium alatum is een pissebed uit de familie Entoniscidae. De wetenschappelijke naam van de soort is voor het eerst geldig gepubliceerd in 1945 door Reinhard.